# Святогор, Кузьма Филиппович
Кузьма Филиппович Святогор (1 ноября 1890 —26 августа 1918) — российский военный лётчик, участник Первой мировой войны. Кавалер Георгиевского креста 4-й степени (1914) и ордена Святого Георгия (1917).

## Биография
Кузьма Святогор родился 1 ноября 1890 года в Витебской губернии в семье мещан. Образование получил в Витебской 8-классной гимназии. В 1909 году поступил на механическое отделение Санкт-Петербургского политехнического института (ЦГИА СПб. ф. 478. оп. 3 д. 5964)
1 октября 1912 года поступил на службу в Российскую императорскую армию на правах вольноопределяющегося 1-го разряда, служил в 55-м пехотном Подольском полку. После окончания прохождения срочной службы был зачислен в запас в звании младшего унтер-офицера. 21 июля 1914 года Святогор был мобилизован и прикомандирован к 89-му пехотному Беломорскому полку. 25 июля того же года был назначен на службу во 2-ю роту 90-го пехотного Онежского полка. 17 августа 1914 года получил первое ранение близ местечка Ополье, а 10 сентября вернулся в строй. 24 октября 1914 год был произведён в прапорщики. 16 марта 1915 года получил второе ранение во время боя близ деревни Куханова, а 2 июня того же года вернулся в строй, но уже через 10 дней — 12 июня был ранен в третий раз во время боя близ деревни Кунява.
27 ноября 1915 года был назначен наблюдателем в 18-м корпусном авиационном отряда. 14 декабря 1915 года «за боевые отличия» был произведён в подпоручики. 29 января 1916 года был направлен в Севастопольскую военную авиационную школу для обучения полетам, которую окончил 16 июня 1916 года и получил должностное звание «военный лётчик». 27 июля 1916 года был зачислен в 35-й корпусной авиационный отряд.
17 июля 1918 года возглавил 3 Сибирский авиаотряд Степного Сибирского корпуса. В августе 1918 года отряд был передислоцирован в город Камышлов.
26 августа  1918 года выполняя задачу по воздушной разведке в экипаже с штабс-капитаном Сверчевским П.М.  на аэроплане Фарман, погиб под Ирбитскими Вершинами ( ныне поселок Алтынай) . По данным белых на высоте полутора тысяч метров у них отказал двигатель из-за некачественного топлива и самолёт рухнул вниз. По версии красных, аэроплан был сбит из трёхлинейки, и сбил его бывший матрос Щелконогов Антроп Васильевич, житель деревни Спасской (Мельничной).
Приказом по Сибирской армии от 24 сентября 1918 г. произведен в поручики со старшинством с 15 июля 1918 г. (посмертно).

## Награды
Кузьма Филиппович Святогор был пожалован следующими наградами:
- Орден Святого Георгия 4-й степени (Приказ по армии и флоту от 31 июля 1917)[2]
— «за то, что 9-го февраля 1917 г., несмотря на нахождение в воздухе неприятельских истребителей и меткий огонь зенитных батарей противника, на высоте 1900 метров два раза прошел над неприятельскими позициями и сфотографировал весь маршрут полета. Во время той же разведки на старом, изношенном аппарате «Фарман 27», несмотря на громадные преимущества неприятельских аппаратов, уступая им в скорости и поворотливости, принял бой с неприятельским истребителем. Во время боя, подпоручик Святогор, сохраняя полное самообладание, крайне резким поворотом поставил свой аппарат лицом к противнику и тем дал возможность своему наблюдателю встретить пулеметным огнем неприятельский самолет на расстоянии 50-40 метров. Самолет противника был сбит и упал на землю»;
- Орден Святого Владимира 4-й степени с мечами и бантом (Приказ по армиям Юго-Западного фронта № 618 от 03 июня 1917);
- Орден Святой Анны 2-й степени с мечами (Приказ по Особой армии № 39 от 13 января 1917);
- Орден Святой Анны 3-й степени с мечами и бантом (Приказ по 8-й армии № 308 от 4 ноября 1915)
— «за период боев по 1-е июня 1916 года»;
- Орден Святой Анны 4-й степени с надписью «За храбрость» (Высочайший приказ от 27 мая 1916);
- Орден Святого Станислава 2-й степени с мечами (Приказ по 11-й армии № 119 от 28.04.1916)
— «за бои 21 и 22 октября 1915 года у г. Семиковцы»;
- Орден Святого Станислава 3-й степени с мечами и бантом (Приказ по 9-й армии № 164 от 10 апреля 1915);
- Георгиевский крест 4-й степени (Приказ по 18-му армейскому корпусу № 66 от 31 марта 1915 — № 176545)
— «за отличия в боях против неприятеля у д. Ржеплин 9-го ноября 1914 года»;
- Георгиевская медаль 4-й степени (Приказ по 18-му армейскому корпусу № 137 от 31 декабря 1914 — № 58647).